# Rajd San Martino di Castrozza 1975

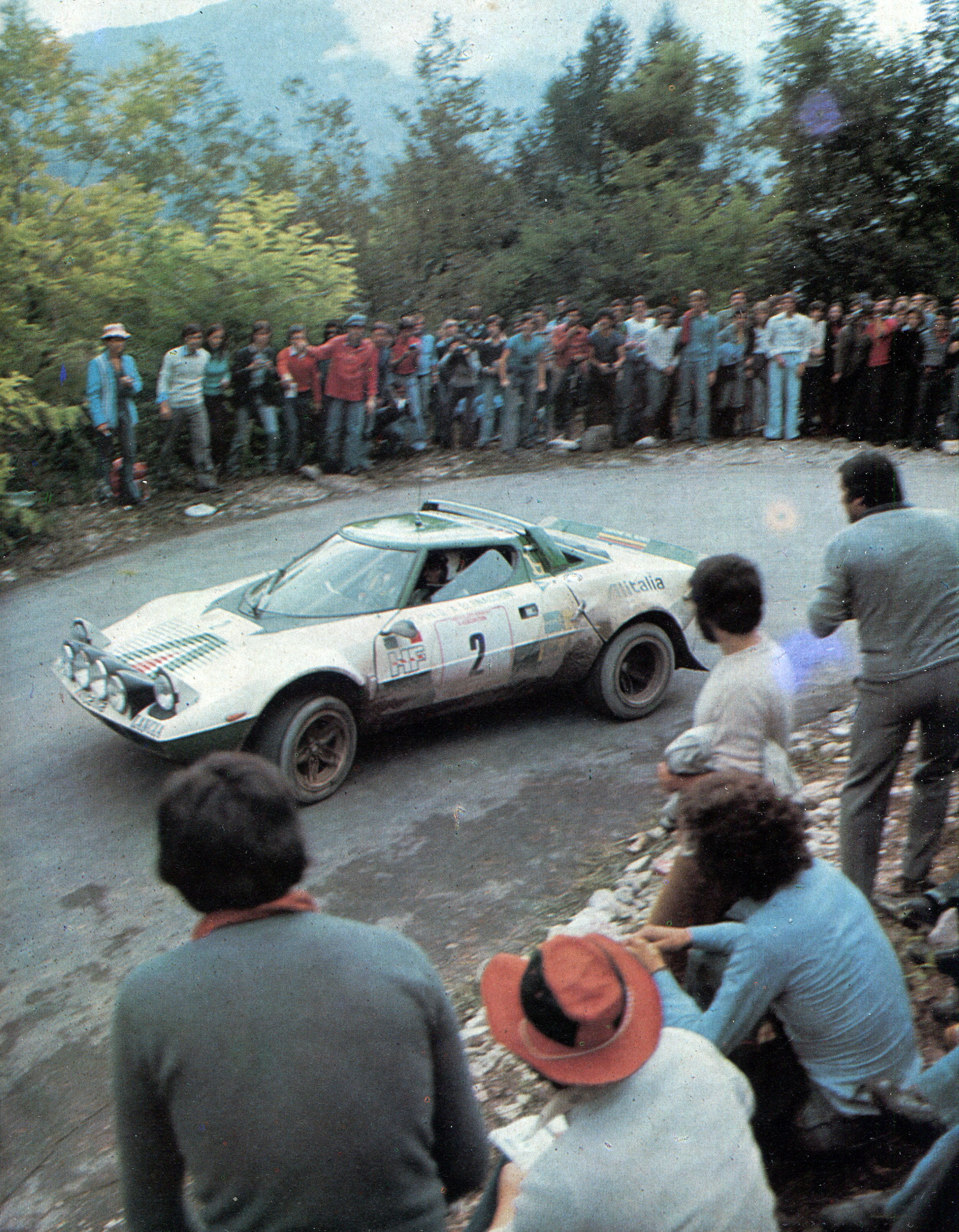
Raffaele "Lele" Pinto podczas wygranego 12. Rally San Martino di Castrozza

Rajd San Martino di Castrozza 1975 (12. Rally San Martino di Castrozza) – 12 edycja rajdu samochodowego Rajd San Martino di Castrozza rozgrywanego we Włoszech. Rozgrywany był od 28 do 30 sierpnia 1975 roku. Była to dwudziesta siódma runda Rajdowych Mistrzostw Europy w roku 1975 (rajd miał najwyższy współczynnik - 4).

## Klasyfikacja rajdu
| Miejsce                      | Kierowca                     | Pilot                        | Samochód                     | Czas                         | Strata                       |                              |
| Klasyfikacja generalna i ERC | Klasyfikacja generalna i ERC | Klasyfikacja generalna i ERC | Klasyfikacja generalna i ERC | Klasyfikacja generalna i ERC | Klasyfikacja generalna i ERC | Klasyfikacja generalna i ERC |
| ---------------------------- | ---------------------------- | ---------------------------- | ---------------------------- | ---------------------------- | ---------------------------- | ---------------------------- |
| 1.                           | Raffaele Pinto               | Arnaldo Bernacchini          | Lancia Stratos HF            | 3:41:17                      | 0.0                          |                              |
| 2.                           | Maurizio Verini              | Francesco Rossetti           | Fiat 124 Abarth Rallye       | 3:44:46                      | +3:29                        |                              |
| 3.                           | Fulvio Bacchelli             | Bruno Scabini                | Fiat 124 Abarth Rallye       | 3:46:13                      | +4:56                        |                              |
| 4.                           | Roberto Cambiaghi            | Emanuele Sanfront            | Fiat 124 Abarth              | 3:46:45                      | +5:28                        |                              |
| 5.                           | Antonio Fassina              | Antonio De Marco             | Lancia Stratos HF            | 3:46:57                      | +5:40                        |                              |
| 6.                           | Amilcare Ballestrieri        | Enrico Gigli                 | Alfa Romeo Alfetta GT        | 3:47:17                      | +6:00                        |                              |
| 7.                           | Alcide Paganelli             | Ninni Russo                  | Fiat 124 Abarth Rallye       | 3:51:49                      | +10:32                       |                              |
| 8.                           | Vanni Tacchini               | Gianti Simoni                | Fiat 124 Abarth Rallye       | 3:56:01                      | +14:44                       |                              |
| 9.                           | Juan Carlos Pradera          | José María Bascarán          | Alpine-Renault A110          | 3:57:19                      | +16:02                       |                              |
| 10.                          | Horst Rack                   | Helmut Köhler                | Porsche 911 Carrera          | 3:57:40                      | +16:23                       |                              |